# Timothy Olyphant
Timothy David Olyphant (/ˈɒlɪfənt/ OL-ih-fənt; n. 20 mai 1968, Hawaii, SUA) este un actor american. A debutat ca actor într-un teatru de pe Broadway în 1995, în The Monogamist, și a câștigat premiul Theatre World pentru interpretarea sa, iar apoi a apărut în premiera piesei The Santaland Diaries de David Sedaris în 1996. Apoi a început să apară în filme; în primii ani ai carierei sale, a primit adesea roluri secundare de răufăcători, în special în Scream 2 (1997), Go (1999), A Man Apart (2003), Gone in 60 Seconds (2000) și Fata din vecini (2004). A ajuns în atenția unui public mai larg prin portretizarea șerifului Seth Bullock în serialul western de la HBO Deadwood (2004–2006), reluând ulterior rolul în Deadwood: The Movie (2019). A avut roluri principale în filme precum Drumul spre regăsire (2006), Hitman (2007), O vacanță de vis (2009) și The Crazies (2010) și l-a jucat pe antagonistul principal, Thomas Gabriel, în Greu de ucis 4 (2007). Olyphant a fost o vedetă invitată în sezonul doi al thrillerului de procedură legală FX Damages (2009).
Din 2010 până în 2015, Olyphant a jucat în rolul ajutorului de șerif federal american Raylan Givens⁠(d) în serialul Lege și dreptate, o performanță pentru care a fost nominalizat la premiul Emmy pentru cel mai bun actor într-un serial dramatic în 2011. După Justified, Olyphant a jucat în filme precum Ziua Mamei, Snowden (ambele în 2016), A fost odată la... Hollywood (2019) și Amsterdam (2022). De asemenea, a avut apariții notabile în numeroase sitcom-uri TV, inclusiv La birou (2010), The Mindy Project (2013) și The Grinder (2015–2016), pentru care a câștigat un premiu Critics' Choice. De asemenea, a jucat în serialul de comedie Netflix Santa Clarita Diet (2017–2019). În 2020, a avut un scurt rol cameo, parodiind personajul său din Lege și dreptate, în emisiunea premiată NBC The Good Place. În același an, a jucat ca invitat în sezonul 10 din Curb Your Enthusiasm, precum și în al patrulea sezon din Fargo și al doilea sezon din The Mandalorian în episodul „Chapter 9: The Marshal” în rolul lui Cobb Vanth⁠(d), rol pe care mai târziu l-a repetat în Cartea lui Boba Fett.

## Filmografie
| † | Indică lucrări care nu au fost încă lansate |

### Film
| An   | Titlu                                        | Rol                       | Note           |
| ---- | -------------------------------------------- | ------------------------- | -------------- |
| 1996 | The First Wives Club                         | Brett Artounian           |                |
| 1997 | A Life Less Ordinary⁠(d)                      | Hiker                     |                |
| 1997 | Scream 2                                     | Mickey Altieri            |                |
| 1998 | 1999⁠(d)                                      | Hooks                     |                |
| 1998 | Când trompetele tac                          | Locotenent Terrence Lukas |                |
| 1999 | No Vacancy⁠(d)                                | Luke                      |                |
| 1999 | Go⁠(d)                                        | Todd Gaines               |                |
| 1999 | Advice from a Caterpillar⁠(d)                 | Brat                      |                |
| 2000 | The Broken Hearts Club: A Romantic Comedy⁠(d) | Dennis                    |                |
| 2000 | Gone in 60 Seconds⁠(d)                        | Detectiv Drycoff          |                |
| 2001 | Head Over Heels⁠(d)                           | Michael                   |                |
| 2001 | Auggie Rose⁠(d)                               | Roy Mason                 |                |
| 2001 | Rock Star⁠(d)                                 | Rob Malcolm               |                |
| 2001 | Doppelganger                                 | Brian                     | Scurtmetraj    |
| 2002 | Coastlines⁠(d)                                | Sonny Mann                |                |
| 2003 | The Safety of Objects⁠(d)                     | Randy                     |                |
| 2003 | Dreamcatcher                                 | Pete Moore                |                |
| 2003 | A Man Apart⁠(d)                               | Hollywood Jack            |                |
| 2004 | Fata din vecini                              | Kelly                     |                |
| 2006 | Catch and Release⁠(d)                         | Fritz Messing             |                |
| 2007 | Live Free or Die Hard                        | Thomas Gabriel            |                |
| 2007 | Hitman⁠(d)                                    | Agent 47⁠(d)               |                |
| 2008 | Stop-Loss⁠(d)                                 | Lt. Col. Boot Miller      |                |
| 2008 | Meet Bill⁠(d)                                 | Chip Johnson              |                |
| 2009 | A Perfect Getaway                            | Nick Bennett              |                |
| 2009 | High Life⁠(d)                                 | Dick                      |                |
| 2010 | The Crazies⁠(d)                               | Șerif David Dutten        |                |
| 2010 | Elektra Luxx⁠(d)                              | Dellwood Butterworth      |                |
| 2011 | Rango                                        | The Spirit of the West    | Rol de voce    |
| 2011 | Numărul patru                                | Henri                     |                |
| 2013 | Dealin' with Idiots⁠(d)                       | Max's Dad                 |                |
| 2014 | O săptămână nebună                           | Horry Callen              |                |
| 2016 | Mother's Day⁠(d)                              | Henry                     |                |
| 2016 | Snowden⁠(d)                                   | CIA Agent Geneva          |                |
| 2018 | Dark Was the Night⁠(d)                        | Steven Lang               |                |
| 2019 | Missing Link⁠(d)                              | Willard Stenk             | Voce           |
| 2019 | A fost odată la... Hollywood                 | James Stacy⁠(d)            |                |
| 2021 | The Starling⁠(d)                              | Travis Delp               |                |
| 2021 | National Champions⁠(d)                        | Elliott Schmidt           |                |
| 2022 | Amsterdam⁠(d)                                 | Tarim Milfax              |                |
| 2023 | Havoc †                                      |                           | Post-producție |

### Televiziune
| An        | Titlu                    | Rol                      | Note                                                                                |
| --------- | ------------------------ | ------------------------ | ----------------------------------------------------------------------------------- |
| 1996      | Mr. & Mrs. Smith⁠(d)      | Scooby                   | Episodul: "Pilot"                                                                   |
| 1996–1997 | High Incident⁠(d)         | Brett Farraday           | 3 episoade                                                                          |
| 1998      | Sex and the City         | Sam                      | Episodul: "Valley of the Twenty-Something Guys"                                     |
| 2002      | Night Visions⁠(d)         | Eli                      | Episodul: "Harmony"                                                                 |
| 2004–2006 | Deadwood                 | Sheriff Seth Bullock⁠(d)  | 36 episoade                                                                         |
| 2006      | My Name Is Earl⁠(d)       | Billy Reed               | Episodul: "Dad's Car⁠(d)"                                                            |
| 2008      | Samantha Who?⁠(d)         | Winston Funk             | Episodul: "The Boss"                                                                |
| 2009–2010 | Damages⁠(d)               | Wes Krulik⁠(d)            | 11 episoade                                                                         |
| 2010–2015 | Justified                | Raylan Givens⁠(d)         | 78 episoade; și producător executiv                                                 |
| 2010      | The Office               | Danny Cordray            | 3 episoade                                                                          |
| 2012      | The League⁠(d)            | Wesley                   | Episodul: "The Freeze Out"                                                          |
| 2013      | Archer⁠(d)                | Lucas Troy (voice)       | Episodul: "The Wind Cries Mary"                                                     |
| 2013      | The Mindy Project⁠(d)     | Graham Logan             | Episodul: "Sk8er Man"                                                               |
| 2015–2016 | The Grinder⁠(d)           | Himself / Rake Grinder   | 4 episoade                                                                          |
| 2017–2019 | Santa Clarita Diet⁠(d)    | Joel Hammond             | 30 episoade; și producător executiv                                                 |
| 2019      | Deadwood: The Movie⁠(d)   | Seth Bullock             | Film TV; și producător executiv                                                     |
| 2020      | The Good Place           | Himself                  | Episodul: "You've Changed, Man"                                                     |
| 2020      | Curb Your Enthusiasm⁠(d)  | Mickey                   | Episodul: "You're Not Going to Get Me to Say Anything Bad About Mickey"             |
| 2020      | Fargo⁠(d)                 | Dick "Deafy" Wickware    | 7 episoade                                                                          |
| 2020      | The Mandalorian          | Cobb Vanth⁠(d)            | Episodul: "Chapter 9: The Marshal⁠(d)"                                               |
| 2021      | American Dad!            | Nowell (voice)           | Episodul: "Klaus and Rogu in Thank God for Loose Rocks: An American Dad! Adventure" |
| 2021      | Rick and Morty           | U.S. Marine (voice)      | Episodul: "Rick & Morty's Thanksploitation Spectacular⁠(d)"                          |
| 2021      | The Simpsons             | Sheriff Flanders (voice) | Episodul: "A Serious Flanders⁠(d)"                                                   |
| 2022      | The Book of Boba Fett    | Cobb Vanth               | 2 episoade                                                                          |
| 2022      | The Great North⁠(d)       | Wade (voice)             | Episodul: "Beef's in Toyland Adventure"                                             |
| 2022      | Bubble Guppies           | Spotty Cackles (voice)   | Episodul: "The Big Rig Bandit!"                                                     |
| 2023      | Daisy Jones & the Six⁠(d) | Rod Reyes                | Miniserial                                                                          |
| 2023      | Full Circle              | Derek                    | Miniserial                                                                          |
| 2023      | Justified: City Primeval | Raylan Givens            | 8 episoade; și producător executiv                                                  |

### Jocuri video
| An   | Titlu                          | Rol                             | Note                  |
| ---- | ------------------------------ | ------------------------------- | --------------------- |
| 2008 | Turok⁠(d)                       | Cowboy (voce)                   | Și captură de mișcare |
| 2011 | Call of Duty: Modern Warfare 3 | Sergent clasa I „Grinch” (voce) | Și captură de mișcare |

### Teatru
| An   | Titlu                    | Rol                                | Teatru                      |
| ---- | ------------------------ | ---------------------------------- | --------------------------- |
| 1995 | The Monogamist           | Tim Hapgood                        | Playwrights Horizons⁠(d)     |
| 1996 | The Santaland Diaries⁠(d) | Crumpet the Elf / David Sedaris⁠(d) | Atlantic Theater Company⁠(d) |
| 1997 | Plunge                   | Jim                                | Playwrights Horizons        |
| 2016 | Hold On to Me Darling    | Strings McCrane                    | Atlantic Theater Company    |

### Podcasts
| An   | Titlu                 | Rol     | Note       |
| ---- | --------------------- | ------- | ---------- |
| 2020 | Billionaire Boys Club | Co-host | Wondery⁠(d) |